# 兵庫県立但馬農業高等学校
兵庫県立但馬農業高等学校（ひょうごけんりつ たじまのうぎょうこうとうがっこう）は、兵庫県養父市にある県立の農業高等学校。略称は但農（たんのう）。

## 概要
但馬牛の育成や神戸ビーフの生産、シクラメンの栽培、オリジナルブランド「但農どり」とその加工品の生産などの特色をもつ学校である。
兵庫県立豊岡実業高等学校(現・豊岡総合高等学校)より独立した農業科(兵庫県立豊岡農業高等学校、後の豊岡南高等学校)と、兵庫県立八鹿高等学校の職業関連学科を統合する意味合いで設立された。
職業に関する学科を有するため、県下全域から通学が可能である。

### 校訓
「汗をいとわず 命を尊び 日々高きを志す｣

## 沿革
- 1976年　開校(旧県立八鹿高校トガ山農場に仮校舎・当地にて校舎建設)、朝来分校を設置[5]。
- 1977年　朝来分校の生徒募集を停止[5]。
- 1978年　校舎・農場等学校施設竣工・運用開始[5]。
- 1979年　朝来分校を廃止[5]。
- 1995年　創立20周年記念式典挙行[5]。
- 2005年　創立30周年記念式典挙行[5]。
- 2015年　創立40周年記念式典挙行[5]。
- 2018年  「農業科」「畜産科」「生活科」の3科を、「みのりと食科」「総合畜産科」の2科に改変・設置[5]。
- 2022年 ユネスコスクール（キャンディデート校）に認定される[6]。

## 基礎データ

### 所在地
- 兵庫県養父市八鹿町高柳300-1

### 通学区域
- 兵庫県内全域

### アクセス
- 全但バス「但馬農高」停留所下車すぐ

## 設置する課程、学科及び定員
- 全日制課程
  - 総合畜産科 - 40名[7]
  - みのりと食科 - 40名[7]

## 部活動
下記の部活動が行われている
体育系
- 硬式テニス部・卓球部・スキー部・バドミントン部・サッカー同好会・軟式野球同好会・バスケットボール同好会・バレーボール同好会

文化系
- フォトアートクリエイティブ部・茶道部・華道部・吹奏楽部・ボランティア部